# Oleksandr Markownitschenko
Oleksandr Mykolajowytsch Markownitschenko (ukrainisch:Олександр Миколайович Марковніченко; russisch Алекса́ндр Никола́евич Марковниче́нко; * 8. Mai 1970 in Kramatorsk) ist ein ehemaliger ukrainischer Radrennfahrer, der in der Sowjetunion aktiv war.

## Sportliche Laufbahn
Markownitschenko war im Straßenradsport aktiv. Bei den Straßenradsport-Weltmeisterschaften 1990 gewann er mit Ihar Patenka, Oleh Halkin und Ruslan Sotow die Goldmedaille im Mannschaftszeitfahren. Nach seiner aktiven Karriere arbeitete er als Radsporttrainer in Donezk. Er betreute dort die Nachwuchsfahrer.